# 罗狄·麦葛斯特
罗狄·麦葛斯特（Roddy McGristle）是角色扮演游戏《龙与地下城》的设定集被遗忘的国度中虚构的一个人类角色，他是一个赏金猎人，有两条用来追踪的猎狗和一把叫做“嗜血”的战斧。最初出现在R·A·萨尔瓦多的小说《黑暗精灵三部曲》中。
在犬魔幼兽乌古鲁杀死农夫李斯特登全家之后，为了能够得到追杀被乌古鲁诬陷的卓尔精灵崔斯特·杜垩登（李斯特登家的孩子连恩把他叫做“崔斯怪”）的赏金，他努力寻找崔斯特。最后他找到了崔斯特，但是在战斗中被崔斯特杀死了他的狗，并且失去了一只耳朵。从此罗狄发誓要找到并杀死崔斯特报仇。